# Friedrich Heitmüller
Friedrich Heitmüller (* 9. November 1888 in Völksen; † 1. April 1965) war ein deutscher Pastor im Bund Freier evangelischer Gemeinden in Deutschland und Direktor des Krankenhauses ELIM in Hamburg.

## Leben
Heitmüller absolvierte ab 1906 eine Ausbildung zum Postbeamten in Hamburg. 1908 hatte er während einer Glaubenskonferenz der „Christlichen Gemeinschaft Philadelphia“ in Hamburg-Holstenwall ein Bekehrungserlebnis. Daraufhin besuchte er ab 1910 das Predigerseminar St. Chrischona und wurde Anfang 1912 zum zweiten Prediger der „Christlichen Gemeinschaft Philadelphia“ berufen, denn der dortige Hauptpastor und Leiter Johannes Rubanowitsch (1866–1941) schätzte ihn. Allerdings hatte Heitmüller Bedenken in Bezug auf Rubanowitschs Verständnis von Leitung, Lehre und Seelsorge. Für seine Bedenken fand Heitmüller jedoch zu wenig Unterstützung bei den anderen Mitarbeitern, weshalb er bereits im August 1912 austrat. In den folgenden Jahren entwickelte sich die Gemeinschaft unter der Leitung von Rubanowitsch krisenhaft, so dass dieser 1918 zurücktrat und wegging. Heitmüller hatte inzwischen eine eigene Gemeinde gegründet, genannt „Friedensgemeinde“, mit anfangs etwa 70 Gottesdienstbesuchern; bis 1918 waren es 300 geworden. Nach dem Weggang von Rubanowitsch wurde Heitmüller zurückgeholt, und die beiden Gemeinden vereinigten sich 1918 mit Heitmüller als Leiter, auch für das angeschlossene Diakonissenhaus „Elim“. 1927 wurde unter seiner Leitung das Diakonissenhaus um ein Krankenhaus erweitert. In den frühen 1930er Jahren gehörten mehr als 3000 Menschen zur Gemeinschaft.
Heitmüller war von 1929 bis 1932 stellvertretender Vorsitzender des Gnadauer Verbandes. Zu seinem Rücktritt 1932 kam es wegen unterschiedlicher Auffassungen mit Walter Michaelis bezüglich der Stellung des Gnadauer Verbandes innerhalb der Kirche. Heitmüllers Bestrebung war die „innere Lösung“ von der Kirche, Michaelis sah den Verband weiterhin vollumfänglich in der Landeskirche verortet. Eine Trennung von der Kirche und die Bildung einer Freikirche lehnte Heitmüller zunächst ab. Auf sein Bestreben hin verließ jedoch schließlich die „Gemeinde am Holstenwall“ 1934 den Gnadauer Verband. Die Gemeinde wurde 1937 als Stiftung Freie evangelische Gemeinde in Norddeutschland in den Bund Freier evangelischer Gemeinden aufgenommen. Nach ihm wurde Fritz Laubach ab 1966 Leiter der „Freien evangelischen Gemeinde in Norddeutschland“ und der „Gemeinde am Holstenwall“.
Heitmüller war Mitglied des „Blankenburger Komitees der Evangelischen Allianz“. Nach dem Ende des Zweiten Weltkrieges gehörte er dem Vorstand der Deutschen Evangelischen Allianz an. 1954 wurde er Präsident des Internationalen Bundes Freier evangelischer Gemeinden. In der Auseinandersetzung um die Bibelkritik bekannte er sich wiederholt zur Verbalinspiration und zur Irrtumslosigkeit der Bibel.
Die Journalistin Ulrike Heitmüller ist seine Enkelin.

## Endzeiterwartung 1930
Heitmüllers Buch Die kommenden Dinge (1930) lässt die Spannung in jener dramatischen Zeit spüren:
„Wir können nur sagen, daß heute sowohl auf politischem als auch auf wirtschaftlichem und religiösem Gebiete geradezu fieberhaft gearbeitet wird, um das Erscheinen des Antichristen vorzubereiten.“
Er wird noch konkreter:
„Wenn ich recht sehe, wird sich aus dem jetzigen Völkerbund der zukünftige Zehnstaaten-Bund entwickeln, an dessen Spitze der Antichrist stehen wird.“
Heitmüllers Verbindung biblischer Endzeitprophetie mit der aktuellen politischen Entwicklung erwies sich als falsch.

## Haltung im Nationalsozialismus

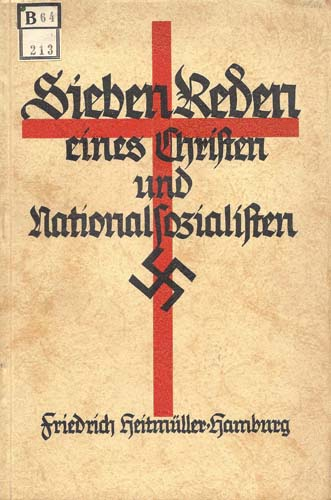
Friedrich Heitmüller: Sieben Reden eines Christen und Nationalsozialisten. Selbstverlag, Hamburg 1934

Heitmüllers Haltung im Dritten Reich ist umstritten. Nach eigener Aussage erklärte er sich 1933 schriftlich zum Eintritt in die NSDAP bereit, um an der Überwindung der antichristlichen Strömungen in der Partei mitzuhelfen; er wurde aber zum Staatsfeind erklärt, kurz nachdem Alfred Rosenberg zum Reichsschulungsleiter ernannt worden war. Er erhielt mehrmals Predigt- und Schreibverbot und wurde nach eigenen Angaben mit der Einweisung ins KZ bedroht. Andere Quellen gehen davon aus, dass Heitmüller zunächst dem Nationalsozialismus gegenüber kritisch eingestellt war und sich dann später der NS-Ideologie annäherte, schließlich zeitweise sogar Teil der Bewegung wurde. So erklärte er öffentlich, dass in seinem Krankenhaus seit 1927 kein jüdischer Arzt arbeiten dürfe. In seiner Schrift Sieben Reden eines Christen und Nationalsozialisten (1934) erläuterte er seine Sicht, wonach das Judentum in die „Fremdlingsschaft unter den Völkern“ zurückgedrängt werden sollte, worunter er verstand, dass Juden in Deutschland entsprechend ihrer „Gastrolle“ auf Staatsbürgerschaft, öffentliche Ämter und kulturellen Einfluss verzichten sollten. Selbst dieses Buch wurde aber laut Heitmüller verboten.
Heitmüllers anfänglicher Versuch, zwischen politischen und ideologischen Wesensmerkmalen des Nationalsozialismus zu unterscheiden, erwies sich nicht als tragfähig. Als er 1934 samt vielen Anhängern aus der Landeskirche austrat und die Freie evangelische Gemeinde Hamburg gründete, wurde er vom hamburgischen Landesbischof Tügel denunziert. Nach der Veröffentlichung einiger seiner Schriften unter dem Titel Religiöse Irrtümer der Gegenwart im Jahr 1935 wurde er im November desselben Jahres mit Rede- und Schreibverbot belegt. Überwachungen und Verhöre der Gestapo folgten. Nach dem Krieg befürwortete Heitmüller ausdrücklich das Stuttgarter Schuldbekenntnis der EKD vom Oktober 1945 und äußerte sich 1946 in seiner Schrift Vergib uns unsere Schuld ausgesprochen selbstkritisch. Sein persönliches Eingeständnis fand auch auf internationaler Ebene Anerkennung, so dass er von 1954 bis 1965 als Präsident des Internationalen Bundes Freier evangelischer Gemeinden amtierte.

## Schriften
- Das Kreuz Christi – unsere Rettung oder unser Gericht, Hamburg 1930
- Die kommenden Dinge. Hamburg 1930.
- Die Krisis der Gemeinschaftsbewegung: Ein Beitrag zu ihrer Überwindung. Christliche Gemeinschaftsbuchhandlung, Hamburg 1931.
- Sieben Reden eines Christen und Nationalsozialisten. Selbstverlag, Hamburg 1934.
- Vergib uns unsere Schuld! Evangelische Zeitstimmen 6. Hamburg 1946.
- Aus 40 Jahren Dienst am Evangelium. Bundes-Verlag, Witten 1950.
- Das Geheimnis des christlichen Glaubens. Bundes-Verlag, Witten 1950.
- Das Geheimnis des jüdischen Volkes. Evangelischer Schriften Verlag Walter Heidrich, Hamburg 1952.